# Nava (Hiszpania)
Nava – gmina w Hiszpanii, w prowincji Asturia, w Asturii, o powierzchni 95,81 km². W 2011 roku gmina liczyła 5599 mieszkańców.